# باسكال كوستانزا
باسكال كوستانزا (بالإنجليزية: Pascal Costanza)‏ وهو عالم أبحاث في مختبر إكسا ساينس في إنتل بلجيكا. وهو معروف في مجال البرمجة الوظيفية في ليسب وكذلك في برمجة جانبية المنحى (AOP) للمساهمات في هذا المجال من خلال تطبيق AOP من خلال ليسب1. وفي الآونة الأخيرة، قام بتطوير برمجة موجهة للسياق مع روبرت هيرشفيلد.
تتضمن مهامه السابقة مواصفة وتنفيذ اللغات Gilgul و Lava ، وتصميم وتطبيق إطار JMangler للتحويل الزمني لملفات طبقة جافا. كما قام أيضًا بتطبيق ContextL ، وهو أول امتداد للبرمجة الخاصة بـ Context-oriented Programming استنادًا إلى CLOS ، وملحقات موجهة إلى جوانب CLOS. علاوة على ذلك، هو البادئ لمشروع Closer ، وهو مشروع مفتوح المصدر يوفر طبقة توافق لـ CLOS MOP عبر تطبيقات ليسب. كما شارك في تنظيم العديد من ورش العمل حول تطور البرمجيات غير المتوقعة، والبرمجة الموجهة نحو الآفاق، وتكنولوجيا الكائن من أجل الذكاء المحيط، و ليسب ، وإعادة تعريف الحوسبة. لديه شهادة الدكتوراه من جامعة بون، ألمانيا.

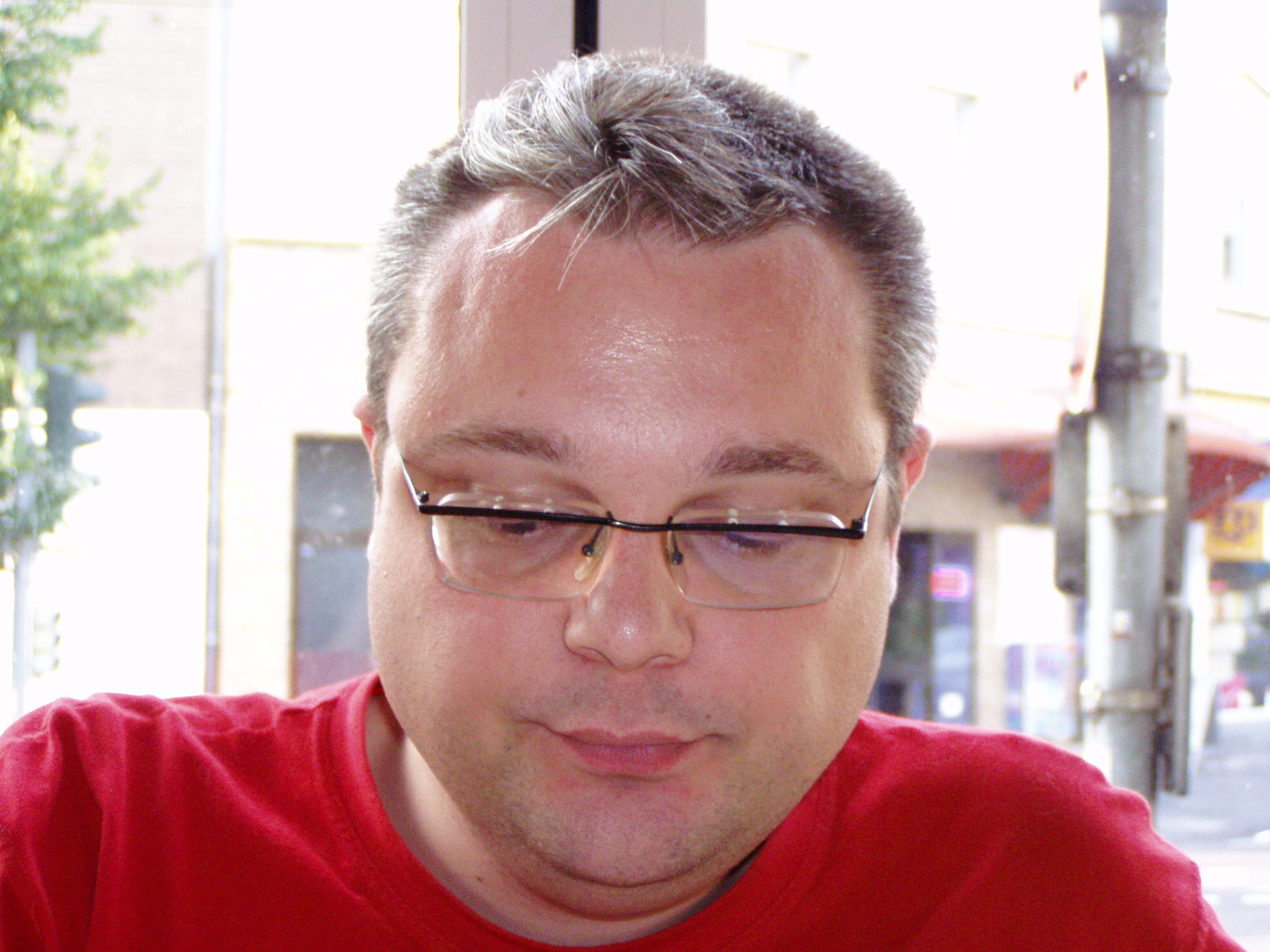
باسكال كوستانزا

## وصلات خارجية
- Home page
- A Highly Opinionated Guide to Lisp
- AspectL A library of Aspect-oriented programming extensions for كومون ليسب.
- Context-oriented Programming